# شیطان پرادا می‌پوشد ۲
شیطان پرادا می‌پوشد ۲ (انگلیسی: The Devil Wears Prada 2) یک فیلم کمدی درام آمریکایی است. این فیلم به کارگردانی دیوید فرانکل و نویسندگی آلین بروش مک‌کنا، بر پایهٔ رمان انتقام پرادا: بازگشت شیطان نوشتهٔ لورن ویزبرگر ساخته شده و دنبالهٔ مستقیم فیلم شیطان پرادا می‌پوشد (۲۰۰۶) به‌شمار می‌رود. مریل استریپ، ان هتوی، امیلی بلانت و استنلی توچی بار دیگر در نقش‌های خود از فیلم اصلی ظاهر می‌شوند و بازیگرانی چون کنت برانا، لوسی لیو، سیمون اشلی و جاستین ثرو نیز به جمع بازیگران پیوسته‌اند. این فیلم در ۱ مه ۲۰۲۶ در ایالات متحده اکران خواهد شد.

## بازیگران
- مریل استریپ
- ان هتوی
- امیلی بلانت
- استنلی توچی
- تریسی توماس
- کنت برانا
- لوسی لیو
- جاستین ثرو
- بی جی نواک
- کنراد ریکامورا

## تولید
در سال ۲۰۱۳، لورن ویزبرگر رمانی دنباله‌دار با عنوان انتقام پرادا: بازگشت شیطان نوشت. با این حال، در آن زمان به نظر نمی‌رسید که نسخه‌ای سینمایی از آن یا هیچ دنباله‌ای ساخته شود، چرا که دو تن از بازیگران اصلی فیلم تمایل چندانی به بازگشت نداشتند. گزارش شده بود که مریل استریپ علاقه‌ای به ساخت دنباله‌ای برای این فیلم ندارد و اگرچه ان هتوی اظهار کرده بود که از همکاری دوباره با همان گروه استقبال می‌کند، و گفته بود که پروژهٔ مورد نظر باید «کاملاً متفاوت» باشد.
در ژوئیهٔ ۲۰۲۴، ساخت دنباله‌ای مستقیم برای شیطان پرادا می‌پوشد در دست توسعه قرار گرفت و آلین بروش مک‌کنا برای نگارش فیلم‌نامه بازگشت. همچنین مریل استریپ، ان هتوی، امیلی بلانت و استنلی توچی نیز تأیید شدند که نقش‌های خود از فیلم اصلی را دوباره ایفا خواهند کرد. گزارش شد که دیوید فرانکل در حال مذاکره برای بازگشت به‌عنوان کارگردان است.
تصویربرداری اصلی در ۳۰ ژوئن ۲۰۲۵ آغاز شد و حضور فرانکل به‌عنوان کارگردان تأیید شد. در همین روز، پیوستن رسمی کنت برانا به گروه بازیگران نیز اعلام شد. همچنین اعلام شد که آدریان گرنیر در این دنباله نقش نِیت کوپر را تکرار نخواهد کرد.
در ژوئیه اعلام شد که تریسی توماس و تیبور فلدمن نیز نقش‌های پیشین خود را تکرار می‌کنند و سیمون اشلی، لوسی لیو، جاستین ثرو، بی جی نواک و پلین شالامه از جمله بازیگران جدید این پروژه هستند.

## انتشار
اکران فیلم شیطان پرادا می‌پوشد ۲ برای ۱ مه ۲۰۲۶ در ایالات متحده برنامه‌ریزی شده است.